# Liste der Kulturdenkmäler in Berkoth
In der Liste der Kulturdenkmäler in Berkoth sind alle Kulturdenkmäler im Ortsteil Burscheid der rheinland-pfälzischen Ortsgemeinde Berkoth aufgeführt. Im Kernort Berkoth und den Ortsteilen Heinischseifen und Markstein sind keine Kulturdenkmäler ausgewiesen. Grundlage ist die Denkmalliste des Landes Rheinland-Pfalz (Stand: 27. Juni 2022).

## Einzeldenkmäler
| Bezeichnung | Lage                                                        | Baujahr                         | Beschreibung | Bild            |
| ----------- | ----------------------------------------------------------- | ------------------------------- | --- | --------------- |
| Zarenhof    | Burscheid, Burscheider Straße 1 Lage                        | Mitte des 18. Jahrhunderts      | stattliches Quereinhaus, Wohnteil aus der Mitte des 18. Jahrhunderts, Stallteil bezeichnet 1844, eingeschossiges Backhaus | Fotos hochladen |
| Wegekreuz   | Burscheid, Burscheider Straße, bei Nr. 2 Lage               | um 1830/40                      | Balkenkreuz, Schiefer, um 1830/40                                                                                         | BW              |
| Wegekreuz   | Burscheid, südöstlich des Ortes Lage                        | 1838                            | Schaftkreuz, bezeichnet 1838                                                                                              | BW              |
| Portal      | Burscheid, südöstlich des Ortes an Itzfelderhof Nr. 4 Lage  | 1740                            | aufwändiges barockes Oberlichtportal, bezeichnet 1740, Türblatt aus dem 18. Jahrhundert oder um 1830/40                   | BW              |
| Wegekreuz   | Burscheid, südöstlich des Ortes und des Itzfelderhofes Lage | 18. oder frühes 19. Jahrhundert | scharriertes Schaftkreuz, 18. oder frühes 19. Jahrhundert                                                                 | BW              |